# Seuil (porte)
Pour les articles homonymes, voir Seuil.

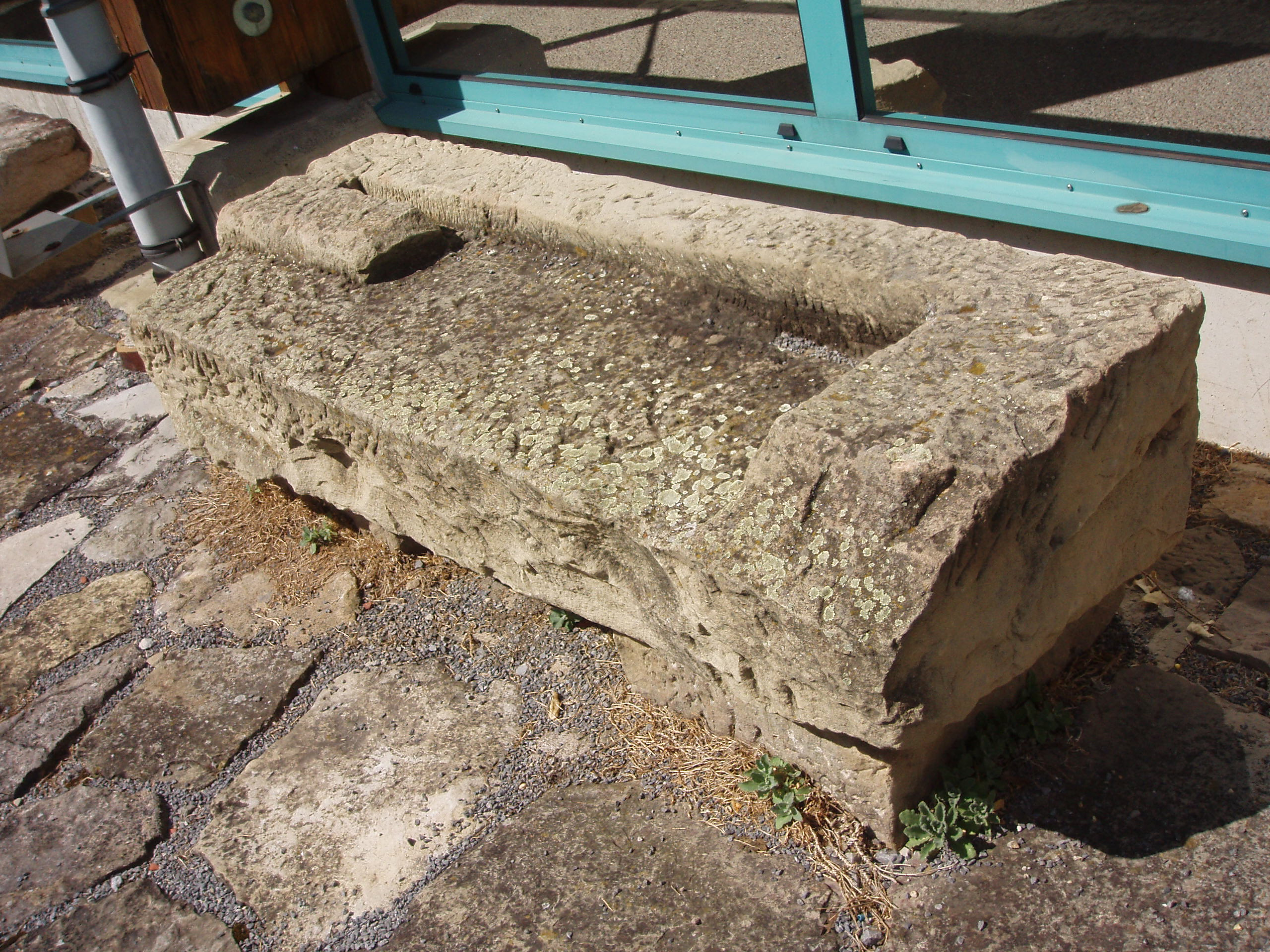
Dalle de pierre faisant office de seuil à l'époque romaine.

Le seuil est la pièce qui est au bas de l'ouverture d'une porte (généralement la porte d'entrée d'un bâtiment) et sur laquelle cette porte affleure. Il peut être fait de tout matériau utilisé dans la construction (pierre, bois, métal, plastique, mortier), mais il doit particulièrement résister à l'usure et éventuellement aux intempéries.
Il a souvent l'aspect d'une marche et dans la plupart des cas, il oblige à faire un pas uniquement destiné à le franchir. Il couvre les joints et sert de butée inférieure pour le vantail de porte.
Le seuil peut avoir une composante esthétique, mais son rôle premier est la protection de l'entrée contre les infiltrations, la poussière, les insectes, les courants d'air, etc. Il peut avoir également une charge symbolique en matérialisant le changement de lieu, souvent l'entrée dans un espace privé, au-delà duquel il convient par exemple d'être déchaussé.

## Étymologie
Deux possibilités :
- du latin solum : base ;
- du latin solea : sandale, semelle placée sous la plante des pieds, entrave de bois, sabot de mule.

## Symbolique

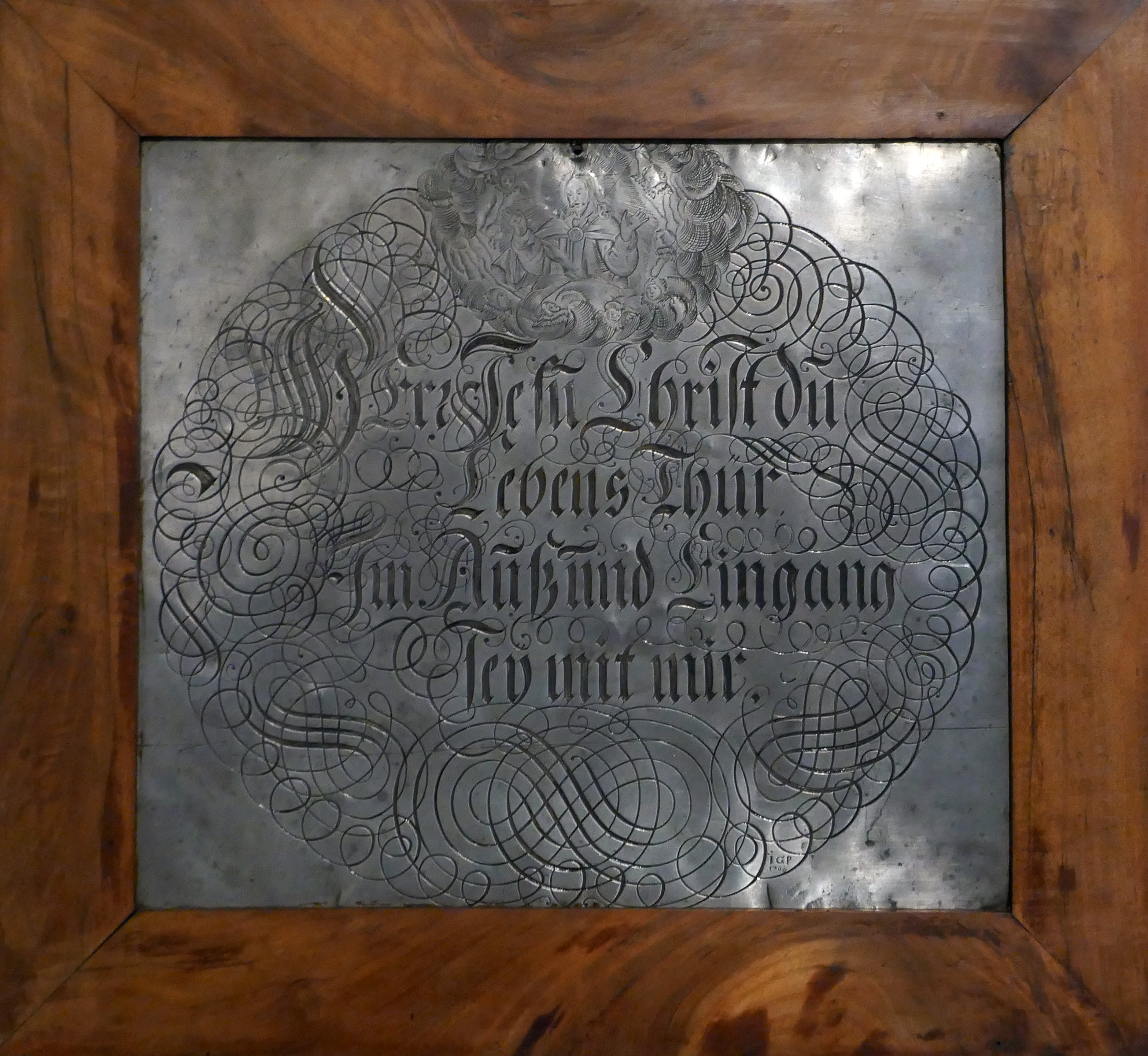
Bénédiction du seuil en étain gravé (Strasbourg, 1708).

Dans la Rome antique, il est de mauvais augure d'entrer en mettant le pied gauche (le senestre, synonyme de sinistre) en premier sur le seuil. De la même époque date la coutume de porter la mariée pour franchir le seuil de la porte. Plusieurs explications ont été données à ce rite : protéger la mariée des mauvais esprits censés attendre sur le seuil de la porte, lui éviter de trébucher, présage d'un mariage malheureux.
Les seuils avaient pour les Romains leur déesse : Lima, déesse protectrice des seuils.